# Preslaw Borissow
Preslaw Borissow (bulgarisch Преслав Пламенов Борисов; * 7. März 1977 in Sofia) ist ein bulgarischer Politiker der GERB.

## Leben
Borissow studierte von 1995 bis 2000 Agrarwissenschaften an der Universität für Forstwissenschaft in Sofia. Zum Jahresanfang 2013 rückte Borissow in das Europäische Parlament für die Abgeordnete Iliana Iwanowa nach.